# Pluralisme
Els filòsofs pluralistes són un conjunt de filòsofs grecs posteriors als monistes que, a diferència d'aquests, opten per una explicació mecanicista del món: presència de diversos elements primers (eterns, immòbils...) moguts per una força externa.
Per extensió, s'anomena pluralisme la tendència filosòfica, propera al relativisme, segons la qual el coneixement de la veritat només pot ser aproximatiu i admet diverses aproximacions. En aquest sentit, és un component de tota teoria liberal, com afirma Isaiah Berlin.
Alguns presocràtics pluralistes són:
- Empèdocles
- Anaxàgores
- Leucip
- Demòcrit

Si s'aplica al camp dels valors (pluralisme ètic), la teoria indica que hi ha diversos valors fonamentals que entren en conflicte en un individu i en el seu grup social, sense que es pugui argumentar que un d'aquests mereix ocupar la part superior jeràrquicament en l'escala de valors.